# 岩瀬智彦
岩瀬 智彦（いわせ ともひこ）は、日本のアニメーションプロデューサー。エイベックス・ピクチャーズ所属。

## 経歴
徳間書店に勤務していた際、2007年に放送されたテレビアニメ『電脳コイル』（NHK Eテレ）で初めてアニメ作品に関わる。番組終了後、徳間書店を離れ、エイベックス・エンタテインメント（現エイベックス・ピクチャーズ）に入社。
2009年公開の『マイマイ新子と千年の魔法』にエイベックス・ピクチャーズのプロデューサーとして関わる。
その後、女児を中心に人気を集めた『プリティーリズム』シリーズ、『週刊少年ジャンプ』（集英社）の人気マンガが原作の『ブラッククローバー』など数々の作品を手がける。
2022年にNetflixで世界配信された『電脳コイル』の磯光雄監督による『地球外少年少女』でプロデューサーを務める。

## 作品一覧

### テレビアニメ
2007年
- 電脳コイル（協力プロデューサー）

2011年
- プリティーリズム・オーロラドリーム（2011年 - 2012年、協力プロデューサー）

2012年
- プリティーリズム・ディアマイフューチャー（2012年 - 2013年、協力プロデューサー）

2013年
- プリティーリズム・レインボーライブ（2013年 - 2014年、協力プロデューサー）
- ガイストクラッシャー（2013年 - 2014年、音楽プロデューサー）

2014年
- プリティーリズム・オールスターセレクション（協力プロデューサー）
- キャプテン・アース（プロデューサー）
- トライブクルクル（2014年 - 2015年、製作委員会（エイベックス・ピクチャーズ）メンバー）

2015年
- ゴン（日本語版プロデューサー（第2期））
- テレビアニメ いとしのムーコ（2015年 - 2016年、プロデューサー）

2016年
- 双星の陰陽師（2016年 - 2017年、プロデューサー）

2017年
- ブラッククローバー（2017年 - 2021年、協力プロデューサー）

2021年
- 妖怪ウォッチ♪（2021年 - 、プロジェクトサポート）

2022年
- Do It Yourself!! -どぅー・いっと・ゆあせるふ-（2022年、プロデューサー）

### 劇場アニメ
2009年
- マイマイ新子と千年の魔法（プロデューサー）

2015年
- 劇場版プリパラ（2015年 - 2018年、プロデューサー）

2022年
- 地球外少年少女（プロデューサー）

### OVA
2010年
- メジャー メッセージ（宣伝）

2011年
- メジャー ワールドシリーズ編 夢の瞬間へ（2011年 - 2012年、企画協力）

2014年
- 今際の国のアリス（プロデューサー）